# Dieida ahngeri
Dieida ahngeri is een vlinder uit de familie van de houtboorders (Cossidae). De wetenschappelijke naam van deze soort is voor het eerst voorgesteld als Stygia ahngeri door Grigori Jefimovitsj Groemm-Grzjimajlo in een publicatie uit 1902.
De soort komt voor in Turkmenistan, Oezbekistan en Tadzjikistan.